# Semanas de los colegios
Se denomina Semanas de los colegios a un festejo que realizan la gran mayoría de los colegios secundarios de San Miguel de Tucumán, Argentina.
Éste consiste en tres a siete días (dependiendo de la institución) en los que se suspenden las actividades educativas y se realizan actividades recreativas, culturales y deportivas, generalmente organizadas por los Centros de Estudiantes de cada establecimiento, con colaboración de autoridades y personal docente.

## Historia
Las semanas fueron iniciativa de los alumnos del Gymnasium Universitario, quienes organizaron la primera 
 en 1957 con el objetivo de festejar el cumpleaños de su colegio (el 3 de mayo).
Posteriormente esta actividad fue adoptada por  la Escuela Sarmiento y el Instituto Técnico; y luego por el resto de las Escuelas Medias de la UNT.
Años después, los demás colegios, tanto públicos como privados, adaptaron esta tradición como "Semana del estudiante".

## Actualidad
Actualmente casi todos los colegios secundarios de la ciudad realizan esta actividad. El Gymnasium UNT todavía la organiza como festejo del primer día de clases de éste colegio, razón por la cual se sigue llevando a cabo los primeros días de mayo de cada año.
Los demás colegios la realizan en los días cercanos al Día del Estudiante, entre los meses de agosto y octubre.
Las semanas de los colegios están orientadas principalmente a los torneos intercolegiales de diversos deportes, como fútbol cinco, básquet, volley, tocata, hockey, handball; entre otros. También se realizan actividades como desfiles, competencias intercolegiales de coreografías, obras de teatro, conciertos de importantes bandas y generalmente cierran con un "Baile Clausura". Esta actividad se realiza también en la provincia de Mendoza y se denomina "Semana estudiantil", donde se festeja con mayor fiesta.